# Параскевопулос, Иоаннис (астроном)
Иоаннис Параскевопулос (греч.  Ιωάννης Παρασκευόπουλος; англ.  John Stefanos Paraskevopoulos; 20 июня 1889 — 15 марта 1951) — известный греческий и южноафриканский астроном XX века, чьим именем назван кратер на Луне, две кометы и астероид.

## Биография
Иоаннис Параскевопулос родился 20 июня 1889 года в Пирее и закончил физико-математический Афинского университета.
Некоторое время проработал помощником в лаборатории химии и физики университета, но его университетская карьера была прервана в 1912 году с началом Балканских войнах, когда он добровольцем вступил в греческую армию. Параскевопулос демобилизовался только в 1919 году, после окончания Первой мировой войны.
Отметив его способности, профессор Димитриос Эгинитис взял его своим помощником в Афинскую обсерваторию.
В том же, 1919 году, Параскевопулос, получив стипендию на 2 года, отправился в Соединённые Штаты Америки, чтобы углубить свои знания в астрономии и изучить возможности и условия для покупки большого телескопа для Афинской обсерватории. Часть этого времени Параскевопулос проработал в Йеркской обсерватории, где познакомился и женился на американке-астрономе Дороти Блок (Dorothy W. Block). Он также работал в обсерватории Маунт-Вилсон .
В 1921 году Параскевопулос вернулся в Афины, где был принят штатным астрономом в Афинскую обсерваторию. Вернувшись в Грецию в разгар малоазийского похода  греческой армии, Параскевопулос был разочарован отсутствием средств для приобретения современного телескопа и тем, что он не может применить свои приобретённые знания.
По этой причине он вновь уехал в Америку, где принял дирекцию астрономической станции Бойденовской обсерватории Гарвардского университета (1923) в Арекипа Перу, с целью перенести её в более подходящее место.
Действительно, несколькими годами позже (1927) было принято решение переместить станцию в Блумфонтейн  Южно-Африканской Республики, в силу лучших климатических условий, и Параскевопулос остался там работать в качестве директора обсерватории с 1927 года и до самой своей смерти в 1951 году.
Деятельность Параскевопулоса была сконцентрирована в основном на изучении комет, пару которых он обнаружил вместе со своими сотрудниками. Он также обнаружил новую звезду и изучал двойные и переменные звёзды.
В коллекции Гарварда сегодня хранятся более 100 тысяч фотографий его астрономических наблюдений.
В знак признания работы Параскевопулоса международное астрономическое общество дало его имя кратеру диаметром в 94 км на обратной стороне Луны (Paraskevopoulos Crater).
Параскевопулос стал почётным профессором Гарвардского университета, был членом астрономических обществ США, Франции, Южной Африки и Британского королевского астрономического общества (RAS).
Был награждён греческим  Орденом Феникса и стал членом-корреспондентом  Афинской академии

## В его честь названы
- Астероид 5298 Параскевопулос (5298 Paraskevopoulos), обнаружен в 1966 году Бойденовской обсерваторией
- Комета C/1940 O1 (Whipple-Paraskevopoulos) 1940
- Комета C/1941 B2 (de Kock-Paraskevopoulos)  1941
- Кратер Параскевопулос на невидимой стороне Луны

## Источник
- Μαυρομμάτης, Κωνσταντίνος Δ.: Λεξικό Αστρονομίας — 2η έκδοση (με συμπλήρωμα), έκδοση Εταιρείας Αστρονομίας και Διαστήματος, Βόλος 2006 (σελ. 115 του συμπληρώματος)

### Некрологи
- JRASC 45 (1951) стр. 126 (один параграф)
- MNRAS 112 (1952) стр. 277
- Nature 167 (1951) 753
- Obs 71 (1951) 88 (one line)
- PASP 63 (1951) стр 212 (один параграф)
- Sky and Telescope 10 (1951) стр 169